# Aeropuerto Internacional Julius Nyerere
El Aeropuerto de Dar es-Salam o Aeropuerto Internacional Julius Nyerere  (IATA: DAR, OACI: HTDA) es el principal aeropuerto de Dar es-Salam, la mayor ciudad de Tanzania. El aeropuerto lleva el nombre del primer presidente de Tanzania, Julius Nyerere.

## Historia
El Gobierno colonial alemán construyó el primer aeropuerto de Tanganica en Kurasini (Distrito de Temeke) en 1918. Se le denominó Aeropuerto Mkeja.
Otro aeropuerto conocido como Aeropuerto de Dar es-Salam - Terminal I fue construido en la zona de Ukonga debido a que el de Mkeja no podía satisfacer las demandas de tráfico. Posteriormente el Gobierno de Tanzania amplió el endosenior construyendo la Terminal II en 1979. Esta ampliación fue inaugurada por Julius Nyerere en octubre de 1984.
En octubre de 2005, el Aeropuerto Internacional de Dar es-Salam fue renombrado a Aeropuerto Internacional Mwalimu Julius Kambarage Nyerere.
Un total de 9.501.265 pasajeros usaron el aeropuerto entre 1980 y 2004, dando una media de 2.770 pasajeros al día.
Finalmente, el Gobierno de Tanzania decidió renombrar el aeropuerto de nuevo a Aeropuerto Internacional Julius Nyerere (Julius Nyerere International Airport (JNIA)), desde el 1 de noviembre de 2006.

## Aerolíneas y destinos
| Aerolíneas              | Destinos |
| ----------------------- | --- |
| Air France              | París–Charles de Gaulle |
| Air Tanzania            | Arusha, Bombay, Buyumbura, Bukoba, Cantón, Chato, Dodoma, Dubái–Internacional, Entebbe, Harare, Iringa, Isla de Pemba (inicia 16 de junio de 2024), Kigoma, Kilimanjaro, Lubumbashi, Lusaka, Mbeya, Moroni, Mpanda, Mtwara, Mwanza, Nairobi–Jomo Kenyatta, Ndola, Songea, Tabora, Zanzíbar |
| Air Zimbabwe            | Harare |
| Airlink                 | Johannesburgo–O. R. Tambo |
| As Salaam Air           | Zanzíbar |
| Auric Air               | Dodoma, Iringa, Isla de Mafia, Isla de Pemba, Morogoro, Tanga, Zanzíbar |
| Coastal Aviation        | Arusha, Isla de Mafia, Isla de Pemba, Kilwa, Manyara, Moshi, Saadani, Selous, Seronera, Songo Songo Island, Tanga, Zanzíbar |
| Egyptair                | El Cairo, Moroni |
| Emirates                | Dubái–Internacional |
| Ethiopian Airlines      | Adis Abeba |
| Ewa Air                 | Estacional: Dzaoudzi |
| Flightlink              | Arusha, Kilimanjaro, Manyara, Mombasa, Seronera, Zanzíbar |
| Fly540                  | Mombasa, Nairobi–Jomo Kenyatta |
| flydubai                | Dubái–Internacional |
| Int'Air Îles            | Moroni |
| Kenya Airways           | Nairobi–Jomo Kenyatta |
| KLM                     | Ámsterdam |
| LAM Mozambique Airlines | Maputo, Nairobi–Jomo Kenyatta, Pemba |
| Malawian Airlines       | Blantyre, Lilongüe |
| Oman Air                | Mascate, Zanzíbar |
| Precision Air           | Anjouan, Arusha, Bukoba, Dodoma, Kahama, Kilimanjaro, Mbeya, Moroni, Mtwara, Mwanza, Nairobi–Jomo Kenyatta, Seronera, Zanzíbar |
| Qatar Airways           | Doha |
| RwandAir                | Kigali |
| Saudia                  | Yeda |
| Tropical Air            | Arusha, Isla de Mafia, Zanzíbar |
| Turkish Airlines        | Estambul, Lusaka |
| Uganda Airlines         | Entebbe |
| Zambia Airways          | Lusaka (inicia 27 de junio de 2024) |
| ZanAir                  | Arusha, Isla de Pemba, Saadani, Selous, Zanzíbar |

### Aerolíneas de carga
| Aerolíneas          | Destinos                                         |
| ------------------- | ------------------------------------------------ |
| Astral Aviation     | Nairobi–Jomo Kenyatta                            |
| Kenya Airways Cargo | Nairobi–Jomo Kenyatta                            |
| Air Tanzania        | Dubái-Internacional,Lubumbashi, Bombay, Kinshasa |
| Ethiopian Airline   |                                                  |

## Galería

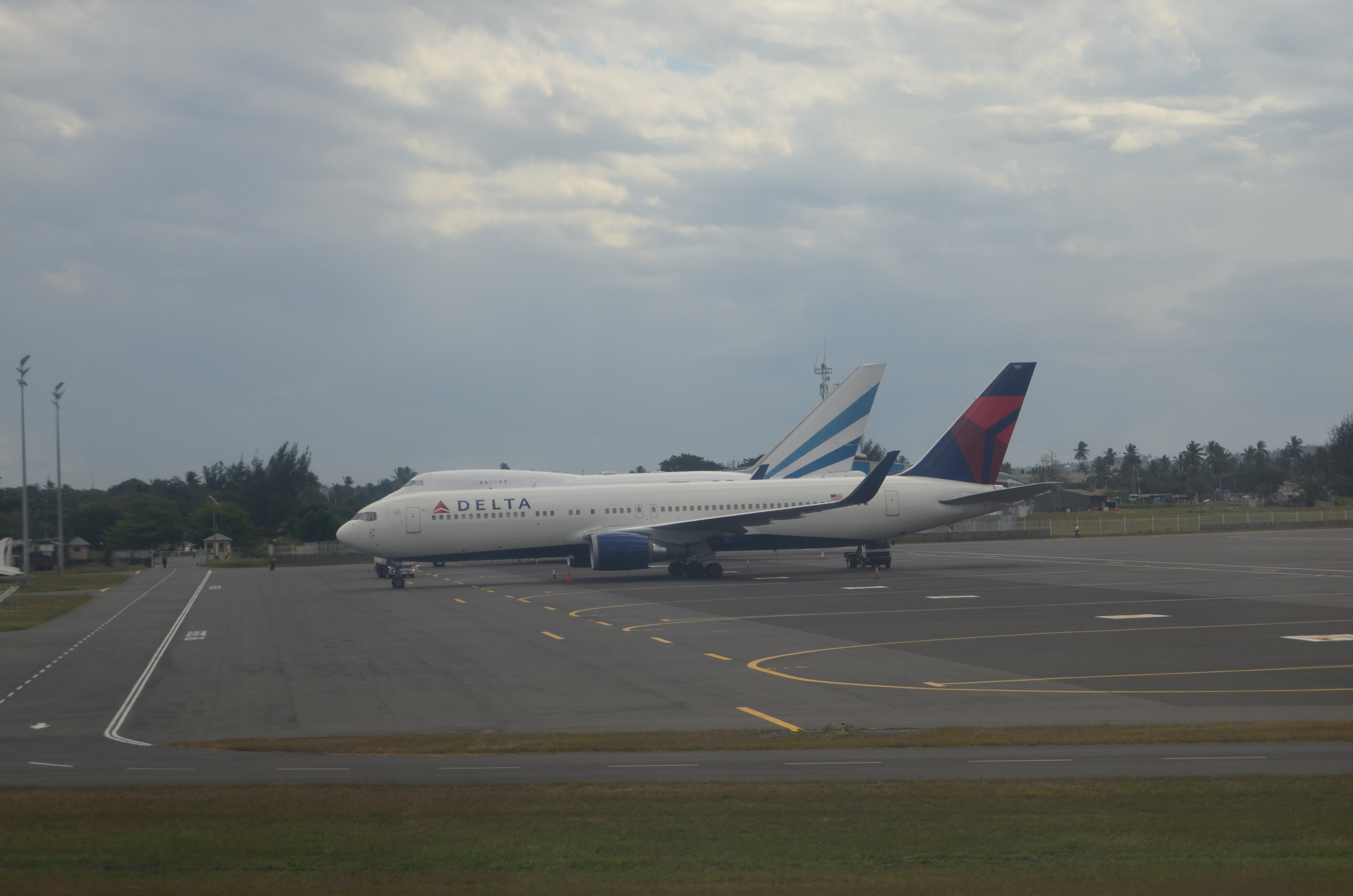
Delta en el Aeropuerto Internacional de Dar es Salaam, Tanzania
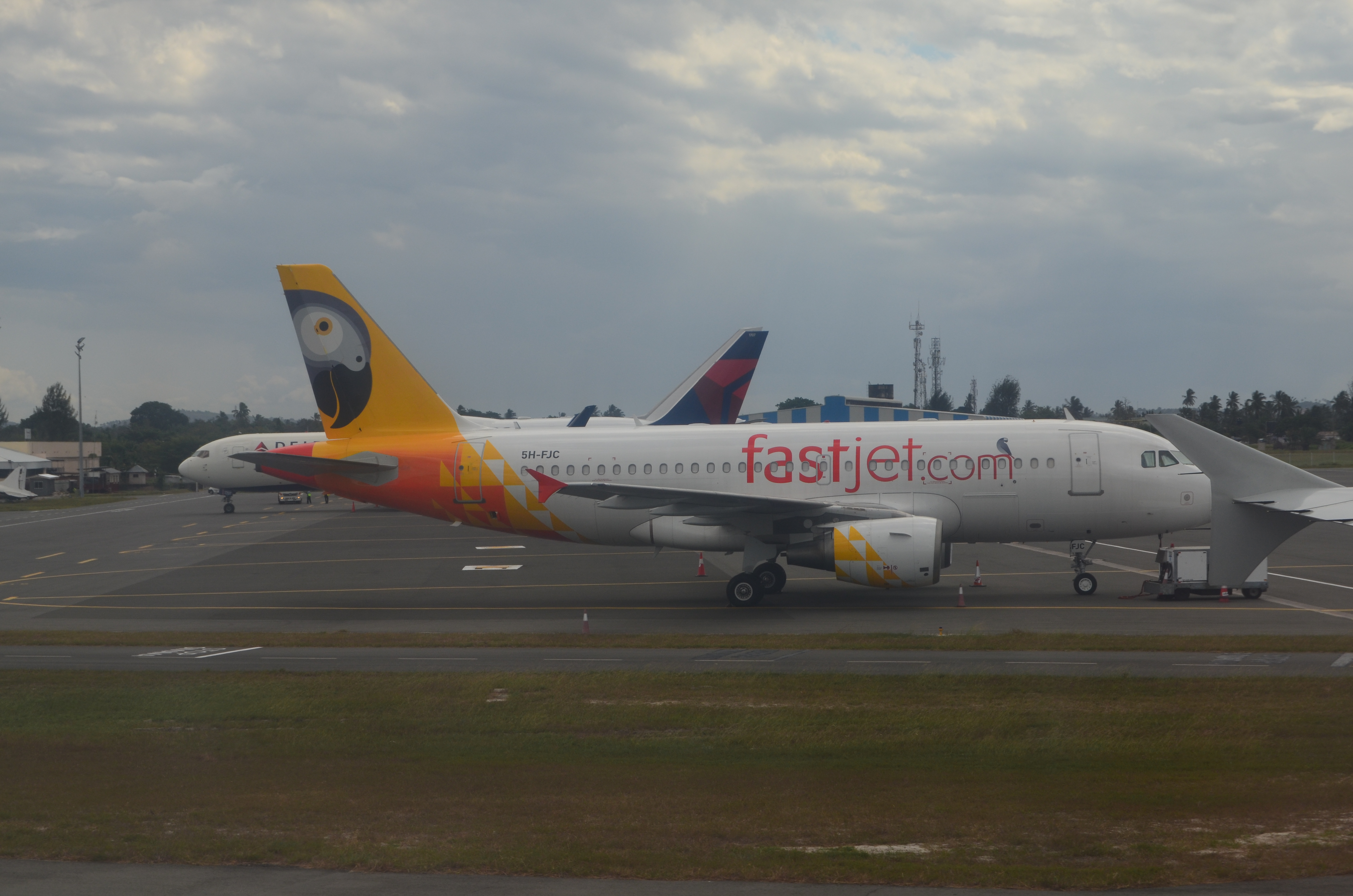
A320 de Fastjet en el Aeropuerto Internacional de Dar es Salaam, Tanzania
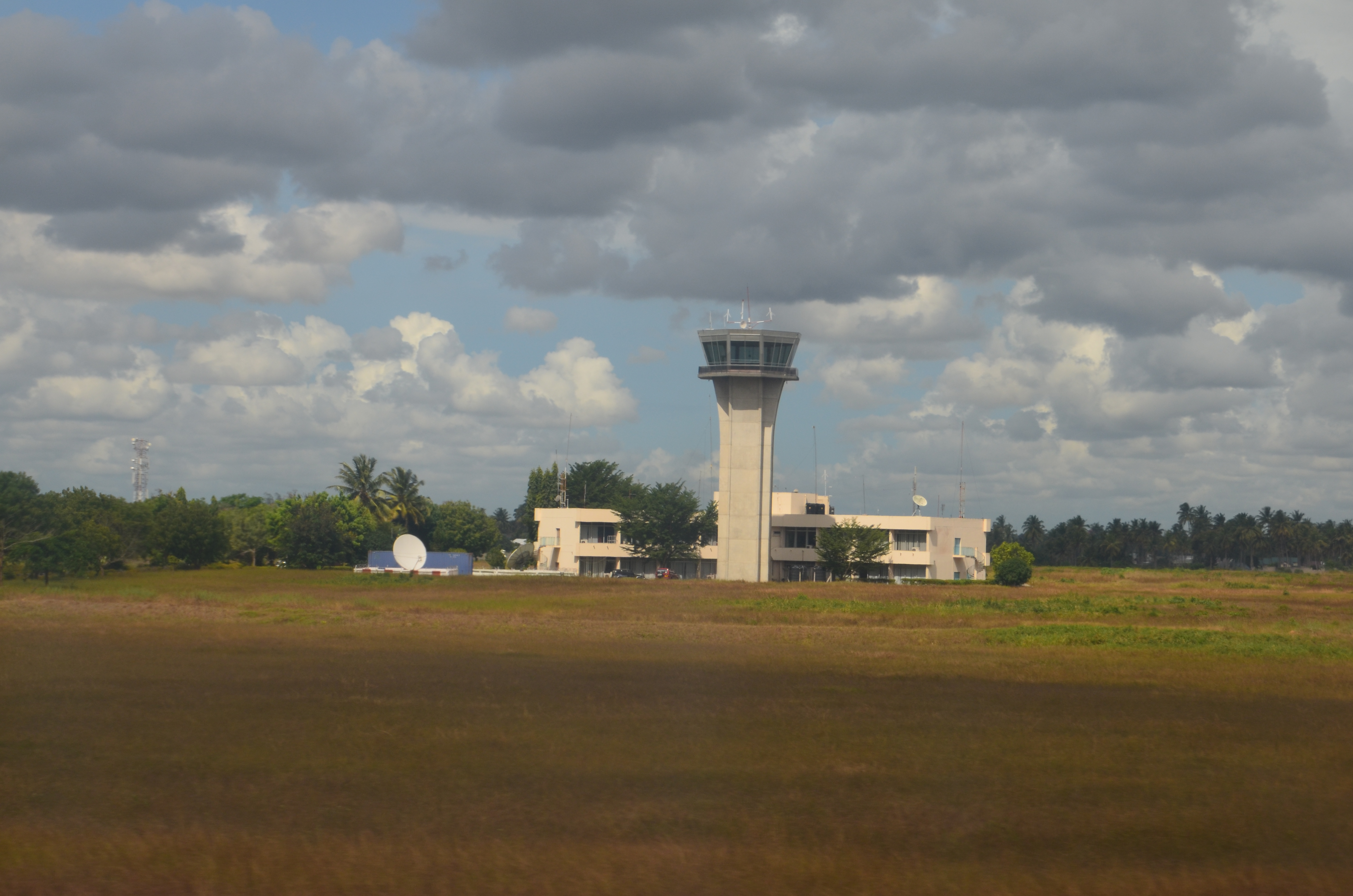
Torre de control del Aeropuerto Internacional de Dar es Salaam, Tanzania